# Scream & Shout
Scream & Shout è un singolo del rapper statunitense will.i.am, pubblicato il 20 novembre 2012 come secondo estratto dal quarto album in studio #willpower.

## Descrizione
Il brano, in collaborazione con Britney Spears, è stato scritto da will.i.am, Jef Martens e Jean Baptiste e prodotta da Lazy Jay, e will.i.am. Dopo che l'RCA annunciò che Britney avrebbe preso una pausa nel 2012, la cantante firmò un contratto per partecipare come giudice alla seconda stagione di X Factor USA. Qualche mese dopo annunciò che avrebbe collaborato con will.i.am: i due avevano già collaborato l'anno precedente per l'album di Britney Femme Fatale, nella traccia Big Fat Bass.
Scream & Shout è una canzone dance pop ed elettropop, che parla di Britney e will.i.am che si divertono una sera. La produzione della canzone è stata confrontata ai lavori di Azealia Banks, Madonna, e Nicki Minaj. La canzone contiene un sample della canzone Gimme More della Spears, che riprende la frase "It's Britney, bitch".

## Promozione
Scream & Shout è usata anche come tema musicale nella pubblicità di Beats.

## Accoglienza
Le reazioni alla canzone sono state generalmente positive, anche se molti critici hanno criticato i cantanti per l'uso dell'auto-tune, mentre altri l'hanno descritta come una traccia dark.
Diversi siti, come MTV e About.com hanno definito la canzone "orecchiabile" e l'ultimo ha aggiunto che will.i.am, grazie anche a Britney, sarebbe riuscito ad avere una svolta della sua carriera verso Natale. Non sono mancate, però, le critiche negative. Hollywood.com ha, infatti, criticato la ripetitività del brano e una giornalista di The Huffington Post ha detto che l'unico momento degno di nota è il campionamento di Gimme More.

## Video musicale
A ottobre 2012 è stato registrato il videoclip, diretto da Ben Mor: il 28 novembre successivo è stato mostrato in anteprima in un episodio di X Factor.
Il quotidiano The Sacramento Bee ha annunciato che will.i.am e Britney Spears avrebbero girato il nuovo video il 13 e il 14 ottobre 2012 a Los Angeles e che sarebbe stato diretto da Ben Mor. Il tema principale del video è la molteplicità.
Nel video, si continuano a intervallare scene di will.i.am, Britney Spears e di ballerini. La cantante indossa due vestiti durante il video: una gonna stretta nera accompagnata da una giacca a maniche lunghe oppure un body decorato con delle piume. Il cantante, invece, porta con sé accessori dorati lungo tutta la durata del filmato. Come detto dal regista, il video non ha una trama e ogni scena è "come una foto".
È uno dei video che ha ottenuto la certificazione Vevo.

## Successo commerciale
Il singolo ha riscosso un ottimo successo mondiale, arrivando alla posizione numero uno nelle classifiche di oltre diciotto Paesi. Negli Stati Uniti, ha raggiunto la terza posizione nella Billboard Hot 100 ed è divenuta la prima numero uno nella neonata classifica Dance/Electronic Songs. In Regno Unito, Scream & Shout è divenuta la seconda numero uno consecutiva in classifica di will.i.am e la sesta numero uno di Britney Spears da Everytime.
Scream & Shout ha avuto un ottimo successo commerciale in tutto il mondo, arrivando al primo posto in Belgio, Canada, Paesi Bassi, Nuova Zelanda ed Italia, ed entrando nella top 5 in Australia, Danimarca, Finlandia, Francia, Scozia, e Corea. Nel Regno Unito, la canzone ha debuttato alla numero due, diventando la quarta canzone di will.i.am ad entrare in top 5, e la prima di Britney (da Womanizer). Negli Stati Uniti, ha debuttato alla numero 3 nella Bubbling Under Hot 100 e successivamente è arrivato fino alla terza posizione in questo Paese.
Il singolo ha venduto nel mondo 7 100 000 copie, 3 120 000 copie in America, 769 000 copie in Inghilterra e 139 000 copie in Italia.

## Remix
Il 1º gennaio 2013, will.i.am ha annunciato che avrebbe lanciato un remix da discoteca di Scream & Shout cantato con il rapper statunitense Waka Flocka Flame e il produttore Hit-Boy il giorno stesso. Per il remix è stato filmato anche un video a Los Angeles il 23 gennaio 2013, che will.i.am ha giustificato sostenendo che il remix era "così pazzesco che non avrebbe potuto non farne un video. Di solito un remix esce solamente e fa parte del primo brano, ma questo non poteva fare a meno di un gran video".

## Tracce
CD single
1. Scream & Shout (feat. Britney Spears) – 4:46
2. Scream & Shout (Clean Edit) (feat. Britney Spears) – 4:10

Digital Download
1. Scream & Shout (feat. Britney Spears) – 4:46

Digital Download - Radio Edit
1. Scream & Shout (Radio Edit) (feat. Britney Spears) – 4:12

Digital Download - (Hit-Boy Remix)
1. Scream & Shout (Hit-Boy Remix) (feat. Britney Spears, Hit Boy, Waka Flocka Flame, Lil Wayne & Diddy) – 5:55

## Classifiche

### Classifiche internazionali
| Classifica (2012)   | Posizione massima |
| ------------------- | ----------------- |
| Australia           | 2                 |
| Austria             | 1                 |
| Belgio (Fiandre)    | 1                 |
| Belgio (Vallonia)   | 1                 |
| Bulgaria            | 1                 |
| Canada              | 1                 |
| Danimarca           | 1                 |
| Finlandia           | 1                 |
| Francia             | 1                 |
| Giappone            | 43                |
| Irlanda             | 1                 |
| Italia              | 1                 |
| Lussemburgo         | 1                 |
| Norvegia            | 1                 |
| Nuova Zelanda       | 1                 |
| Paesi Bassi         | 1                 |
| Regno Unito         | 1                 |
| Repubblica Ceca     | 2                 |
| Slovacchia          | 6                 |
| Spagna              | 1                 |
| Stati Uniti         | 3                 |
| Stati Uniti (dance) | 1                 |
| Svezia              | 2                 |
| Svizzera            | 1                 |

### Classifiche di fine anno
| Classifica (2012) | Posizione |
| ----------------- | --------- |
| Australia         | 47        |
| Francia           | 47        |
| Regno Unito       | 78        |
| Classifica (2013) | Posizione |
| Italia            | 2         |